# 洪铭声
洪铭声（1913年12月—1989年4月），又名洪勋，男，安徽繁昌人，中国社会活动家，曾任上海市人民委员会、上海市人民政府参事、参事室副主任，九三学社中央委员会常务委员，上海市人大代表，上海市政协常委。